# P-Ink
P-Ink („photonische Tinte“) ist eine Technologie, die in dünnen und flexiblen – elektronisch angesteuerten – Displays eingesetzt wird, wobei die Erzeugung der Farben über photonische Kristalle gesteuert wird. 
Die darzustellende Farbe wird dabei über den Abstand zwischen den Kristallen gesteuert. Abhängig von diesem Abstand kann der Kristall nur von Licht mit einer bestimmten Wellenlänge durchdrungen und an der dahinterliegenden Reflexionsschicht reflektiert werden. Wenn keine Spannung angelegt wird, wird der Zustand der Kristalle und damit die Anzeige für mehrere Tage aufrechterhalten, wodurch Displays mit P-Ink-Technik nur beim Umschalten der Anzeige Elektrische Leistung benötigen. 

Funktionsprinzip von P-Ink

Der Vorteil von P-Ink gegenüber den meisten anderen Anzeigetechniken besteht darin, dass ein einzelnes Bildpixel mehrere Farben gleichzeitig ohne Helligkeitsverlust darstellen kann.
Das Prinzip wurde an der University of Toronto entwickelt. Um die Technologie zur Marktreife entwickeln zu können, wurde die Firma Opalux gegründet.